# Église orthodoxe autocéphale ukrainienne (1990–2018)
Pour les articles homonymes, voir Église orthodoxe autocéphale ukrainienne.
L'Église orthodoxe autocéphale ukrainienne est une dénomination orthodoxe ukrainienne créé en 1989/1990. En 2018, elle a fusionné pour former l'Église orthodoxe d'Ukraine,.

## Création et métropolites
- 1921–1927 : Vassyl Lypkivsky,
- 1927–1930 : Mykola Boretsky,
- 1930–1936 : Ivan Pavlovsky. Puis dissolution par le pouvoir soviétique.

Le 11 octobre 2018, un Concile de d'unification des églises orthodoxes d'Ukraine (en) fonde l'Église orthodoxe d'Ukraine à partir de l'Église orthodoxe autocéphale ukrainienne et du second patriarcat de Kiev respectivement fondés en 1990 et en 1992 : le patriarcat de Moscou refusant de reconnaître cette création, un schisme se produit entre lui et celui de Constantinople qui a reconnu par deux fois l'autocéphalie ukrainienne, d'abord en 1996 (en), ensuite en 2018. 